# Sergei Dmitrijewitsch Ionow
Sergei Dmitrijewitsch Ionow (russisch Сергей Дмитриевич Ионов; beim Weltschachverband FIDE Sergey Ionov; * 7. Januar 1962) ist ein russischer Schachspieler und -trainer.

## Werdegang
Ionow wurde trainiert im Nowgoroder Schachklub und an der angesehenen Botwinnik-Schule. Im Jahre 1977 gewann er die russische Jugendmeisterschaft. Seit 1981 trug er den Titel eines nationalen Meisters.
Bei den Sankt Petersburger Stadtmeisterschaften belegte er 1992 und 2003 jeweils den zweiten Platz. An der russischen Einzelmeisterschaft 1994 in Elista konnte er sich mit dem geteilten dritten Platz hinter Pjotr Swidler und Michail Ulybin in der Tabelle einreihen. 2001 trat er erneut am selben Ort auf und teilte diesmal den 4.–20. Platz. Dreimal gewann er die russische Mannschaftsmeisterschaft: 1992 mit Sankt Petersburg in Podolsk, 2000 und 2001 mit Lentransgas in Smolensk beziehungsweise Tomsk.
Ionow wurde 1990 vom Weltschachbund zum Internationalen Meister und 1996 zum Großmeister ernannt. 1998 erzielte er mit 6½ Punkten den zweiten Platz hinter Michail Brodsky beim 60. Hoogovens-Turnier (Reservegroup) in Wijk aan Zee. Daraufhin erhielt er für das kommende Jahr eine Einladung für die B-Gruppe. Dabei zeigte er sich ebenfalls von seiner besten Seite und wurde Dritter, punktgleich mit John van der Wiel. Weitere Erfolge auf internationaler Ebene erzielte er beim Petrow-Gedenkturnier 1998 (geteilter erster Platz) und bei den Tschigorin-Gedenkturnieren 1999 beziehungsweise 2005 (geteilter dritter Platz). Im Jahr 2017 gewann er mit Sankt Petersburg die Mannschaftsweltmeisterschaft der Senioren (über 50 Jahre) in Limenas Chersonisou.
Ionow ist als Jugendtrainer und Mitglied des Trainerrates im Sankt Petersburger Schachverband tätig. In der Vergangenheit betreute er Waleri Salow und Jewgeni Alexejew.